# الکساندر ریبیرو
الکساندر ریبیرو (انگلیسی: Alexandre Ribeiro؛ زادهٔ ۲۰ ژانویهٔ ۱۹۸۱) ورزشکار هنرهای رزمی ترکیبی و جودوکار اهل برزیل است.